# Aeolesthes externa
Aeolesthes externa (лат.) — вид жуков-усачей из подсемейства собственно усачей. Распространён в Индонезии на Молуккских островах (Хальмахера, Кай, Ару), в Новой Гвинее, на Соломоновых островах, о. Вудларк и в Северной Австралии (Квинсленд).

## Описание
Жуки с уплощенным телом длиной 26-39 мм. Окраска темно- или красновато-коричневое с пятнами из золотистых волосков. Первый членик усиков утолщённый. Переднегрудь неравномерно поперечно-морщинистая, в задней части — гладкая.